# کوولو (کالیفرنیا)
کوولو (به انگلیسی: Covelo) یک منطقهٔ مسکونی در ایالات متحده آمریکا است که در شهرستان مندوسینو، کالیفرنیا واقع شده‌است. کوولو ۱۸٫۴۸۹ کیلومتر مربع مساحت و ۱٬۲۵۵ نفر جمعیت دارد و ۴۲۶ متر بالاتر از سطح دریا واقع شده‌است.